# Kancijan
Kancijan je moško osebno ime.

## Izvor imena
Ime Kancijan izhaja iz latinskega imena Cantianus. Prvotni pomen imena ni zanesljivo ugotovljen. Nekateri ga povezujejo z latinsko besedo cantio v rodilniku cantionis v pomenu besede »petje, pesem; čarodejne besede«.

## Različice imena
- moške različice imena: Kancjan, Kocijan, Kocjan
- ženske različice imena: Kancianila, Kancijana, Kancijanila, Kancjanila

## Pogostost imena
Po podatkih Statističnega urada Republike Slovenije je bilo na dan 31. decembra 2007 v Sloveniji število moških oseb z imenom Kancijan: 7.

## Osebni praznik
V koledarju je ime Kancijan zapisano 31. maja (Kancijan, svetnik in mučenec, † 31. maja v 4. stoletju).

## Priimki nastali iz imena
Iz priimka Kancijan in njegove različice Kocijan so nastali naslednji priimki: Kancijan, Kancjan, Kocijan, Kocijančič, Kocjan, Kocjanc, Kocjanec 

## Zanimivosti
- Kancijan je ime svetnika in mučenca, ki so ga v času cesarja Dioklecijana skupaj s tovariši mučenci bratom Kancijem, sestro Kancijanilo in vzgojiteljem Protom ujeli na begu iz Ogleja in jih obglavili.
- Cerkve sv. Kancijana so gradili na področju oglejskega patriarhata, zlasti nad tekočimi vodami.
- Vsem štirim mučencem je posvečena župnijska cerkev sv. Kancijana in tovarišev mučencev v Kranju, zgrajena leta 1491.
- Po crkvah sv. Kancijana se v Sloveniji več krajev imenuje Škocjan.